# Lào Cai
Lào Cai wymowaⓘ – miasto w północnym Wietnamie, w Regionie Północno-Wschodnim, stolica prowincji Lào Cai. Miasto położone jest niedaleko granicy chińskiej, nad ujściem rzeki Nậm Thi do Rzeki Czerwonej. W 2009 roku liczyło 76 836 mieszkańców.